# Шпаков, Анатолий Свиридович
Анато́лий Свири́дович Шпа́ков (род. 9 ноября 1947, Устиновичи, Краснопольский район, Могилёвская область, БССР) — российский учёный в области кормопроизводства, доктор сельскохозяйственных наук, член-корреспондент РАСХН (1999), член-корреспондент РАН (2014), заслуженный деятель науки Российской Федерации.

## Биография
Родился 9 ноября 1947 года в д. Устиновичи Краснопольского района Могилёвской области. В 1975 году окончил Белорусскую сельскохозяйственную академию. В 1976—1978 годах работал агрономом совхоза «Калининский» Могилёвской области. В 1978—2000 годах — аспирант, затем младший, старший научный сотрудник отдела полевого кормопроизводства, заместитель заведующего лабораторией севооборотов, заведующий отделом полевого кормопроизводства, заместитель директора по научной работе Всероссийского НИИ кормов им. В. Р. Вильямса.
В 2000—2006 годах — директор ВНИИ кормов, с 2006 года — главный научный сотрудник отдела полевого кормопроизводства ВНИИ кормов.

## Научные достижения
В 1983 году защитил диссертацию на соискание учёной степени кандидата сельскохозяйственных наук на тему «Продуктивность и качество кукурузы на силос в зависимости от норм удобрений при выращивании её на эродированной дерново-подзолистой почве в Центральном районе Нечернозёмной зоны».
В 1996 году защитил диссертацию на соискание учёной степени доктора сельскохозяйственных наук на тему «Научное обоснование создания интенсивных кормовых севооборотов на основе комплексной оценки культур в Центральном экономическом районе».
При его содействии на базе ВНИИ кормов организован совместно с Российским центром консультирования отраслевой центр по кормопроизводству Шпаков А. С. один из ведущих ученых в области кормопроизводства и общего земледелия. Его научная деятельность связана с исследованием систем полевого кормопроизводства, кормовых и полевых севооборотов, технологий.
Разрабатывает вопросы адаптивной интенсификации луго-пастбищного хозяйства и научные основы видового районирования кормовых культур по природным зонам. Решает проблемы биологизации и экологизации кормопроизводства и земледелия, ресурсо— и энергосбережения, сохранения и воспроизводства почвенного плодородия. Предложил систему полевых культур и основные параметры её проектирования для Центрального экономического региона России. Под его руководством и при непосредственном участии разрабатываются новые адаптивные, экономичные, высокоэффективные системы и технологии кормопроизводства; создаются и внедряются новые сорта кормовых культур; проводится работа по созданию генофондов кормовых растений, методов их формирования и идентификации для решения приоритетных задач селекции; разрабатываются агроэкологические основы товарного семеноводства; решаются вопросы заготовки, хранения и использования кормов. Вырабатывается стратегия кормопроизводства как базовой многофункциональной отрасли с.-х. производства и рационального природопользования.
Участвовал в важных научно-практических проектах: Разработка и усовершенствование на полевых землях Центрального федерального округа сырьевых конвейеров по производству высококачественных концентрированных и объемистых кормов, отвечающих требованиях кормления высокопродуктивных животных, повышения устойчивости функционирования полевых агроэкосистем, биологизации земледелия, охраны окружающей среды; Разработка прогноза и основных параметров оптимизации производства фуражного зерна, технологических приемов управления качеством, продуктивностью и экономической эффективностью зернофуражных посевов в современных рыночных условиях.
Длительное время являлся членом бюро отделения растениеводства, председателем секции полевого кормопроизводства РАСХН, член редколлегии журнала «Кормопроизводство». Шпаковым А. С. опубликовано более 150 работы, из них 10 монографий. Им подготовлено 7 кандидатов наук, оказана организационная и научно-методическая помощь в подготовке 5 докторских диссертаций.
Является членом двух диссертационных советов в РГАУ МСХ им. К. А. Тимирязева и ВНИИ кормов им. В. Р. Вильямса.

## Признание
- С 1999 года — член-корреспондент РАСХН.
- с 2014 года член-корреспондент Российской академии наук.
- Заслуженный деятель науки Российской Федерации.

## Награды
Награждён медалью «В память 850-летия Москвы», грамотами Министерства сельского хозяйства Российской Федерации и РАСХН.

## Основные труды
- Концепция сохранения и повышения плодородия почвы на основе биологизации полевого кормопроизводства по природно-экономическим регионам России / в соавт./ — М.: 1999.
- Основные направления развития кормопроизводства Российской Федерации на период до 2010 года. — М.: 2001.
- Адаптивное кормопроизводство: проблемы и решения. — М.: 2002.
- Кормовые культуры в системах земледелия и севооборотах. — М.: 2004.
- Агроландшафтно-экологическое районирование и адаптивная интенсификация кормопроизводства Центрального экономического района Российской Федерации. — М.: 2005.